# Rare (álbum de Selena Gomez)
Rare es el tercer álbum de estudio de la cantante y actriz estadounidense Selena Gomez como solista. Fue lanzado el 10 de enero de 2020 a través del sello discográfico Interscope Records. El sencillo principal del álbum «Lose You to Love Me», se lanzó el 23 de octubre de 2019 y encabezó el primer lugar en el Billboard Hot 100 de Estados Unidos, convirtiéndose en el primer número uno de Gomez en dicha lista. Al día siguiente, se estrenó el segundo sencillo «Look At Her Now», canción que alcanzó la posición veintisiete en el Billboard Hot 100.
Gomez declaró que el material es su diario de los últimos años, «con este álbum empecé a decir cosas de una manera que nunca antes había podido expresar». Rare recibió críticas positivas de los críticos de música, y muchos lo etiquetaron como el mejor álbum de la intérprete hasta la fecha y complementaron su producción. El álbum debutó en la cima del Billboard 200 de Estados Unidos, convirtiéndose en el tercer álbum número uno de Gomez en el país y su tercer número uno consecutivo.

## Antecedentes y desarrollo
El 20 de noviembre, Gomez, a través de sus redes sociales, anunció que al día siguiente se revelaría información nueva sobre su próximo material de estudio. El 21 de noviembre, se anunció que su nuevo álbum saldría el 10 de enero de 2020, ese mismo día estaba disponible para reservarlo en Apple Music. Sobre el álbum, para una entrevista a la misma plataforma declaró: «Aprendí mucho de mi último álbum Revival (2015), quería tomar lo que había aprendido y convertirlo en algo aún mejor, me alegro de haberlo hecho, porque empecé a decir cosas de una manera que nunca antes había podido expresar».
Gomez apareció en el programa de radio On Air with Ryan Seacrest y comentó sobre el álbum que tenía «un millón de ideas y que será más genial, más fuerte y mejor». Más tarde, le dijo a Jimmy Fallon en The Tonight Show que el álbum tendrá una «sensación de pop fuerte», y que experimentó con la guitarra eléctrica, añadió además, que le tomó «cuatro años, sentirse en un buen lugar con este álbum».
El 12 de diciembre de 2019, se desveló la portada del álbum, así como el título del mismo, Rare, junto con la lista de canciones mediante un vídeo que la propia cantante publicó en sus redes sociales.

## Promoción
El 23 de octubre de 2019, estrenó el primer sencillo «Lose You to Love Me». La pista alcanzó la primera posición en el Billboard Hot 100 de Estados Unidos en su segunda semana de estreno, convirtiéndose en el primer número uno de Gomez en dicha lista. Adicionalmente, se ubicó en el primer lugar en las listas de Canadá e Irlanda.
Al día siguiente, Gomez estrenó el segundo sencillo «Look At Her Now», canción que entró en el top 40 de las listas de éxitos en Australia, República Checa, Irlanda, Nueva Zelanda, Noruega, Eslovaquia, Suiza. En Estados Unidos, debutó en el tercer lugar en la lista Bubbling Under Hot 100 Singles, y alcanzó la posición veintisiete en el Billboard Hot 100.
El 24 de noviembre de 2019, Gomez fue la encargada de abrir la gala de los American Music Awards, en los que interpretó «Lose You to Love Me» y «Look At Her Now». Era la primera vez en un par de años que Gomez actuaba en televisión y, según varios reportes, sufrió un ataque de pánico antes de subir al escenario. Se confirmó también que se produjeron fallos de sonido durante su presentación.
El 9 de enero de 2020, tuvo lugar una fiesta de lanzamiento del álbum en Los Ángeles, organizada por la plataforma iHeart Radio y transmitida en directo por el canal LiveXLive en Youtube. En el evento, Gomez ofreció detalles exclusivos sobre su nuevo trabajo discográfico y realizó una sesión de preguntas y respuestas con el locutor de radio JoJo Wright.
Los días 13 y 14 de enero, Gomez visitó los programas Live with Kelly & Ryan y The Tonight Show respectivamente, con el objetivo de promocionar el álbum.

## Recepción crítica
En Metacritic, Rare recibió una puntuación media ponderada de 76, basada en 12 revisiones, lo que resulta en «revisiones generalmente favorables».
Jem Aswad, en un artículo para Variety, afirmó que Rare era sin duda uno de los mejores álbumes de pop de los últimos tiempos, describiéndolo como «sofisticado, escrito con precisión y contando con una experta producción». El semanario estadounidense otorgó al álbum la máxima puntuación posible (100/100), convirtiendo a Gomez en la tercera artista en la historia en conseguir dicho logro, junto a The Beatles y Bob Dylan.
Escribiendo para NME, Rhian Daly llamó al álbum «un regreso maravillosamente confiado de una de las estrellas más subestimadas del pop, y una lucha silenciosa y desafiante de la narrativa que la rodea», mientras que Leah Greenblatt de Entertainment Weekly elogió la «ligereza» del álbum a pesar de su «pesada mensajería». Mikael Wood del Los Angeles Times nombró a Rare como el «disco solista más significativo» de Gomez y opinó que abarca «un contagioso espíritu de aventura». En coincidencia, Craig Jenkins de Vulture escribió que el álbum es «casi indiscutiblemente el mejor álbum de Selena Gomez».
En una reseña mixta, Alexandra Pollard de The Independent le dio al álbum tres estrellas de cinco, considerándolo «un disco logrado, coherente, con momentos de éxtasis y otros de patetismo» pero concluyendo que «nunca sale del todo de debajo de la sombra de media década de pandillas behemóticas».

## Música y letras
Rare es principalmente un disco pop y de música dance que experimenta con géneros R&B, electro, funk-pop, reguetón, pop alternativo, y música electrónica. Los temas principales son de «amor, pérdida y citas». La propia cantante afirmó que el álbum es «honesto, motivador y estimulante», mientras que sus mensajes principales son «amor propio, aceptación y empoderamiento». También agregó que las canciones son «las más honesta que ha hecho».
La edición estándar del álbum contiene 13 pistas, mientras que la edición especial cuenta con dieciocho temas. La canción de apertura y título es un «himno de amor propio silencioso pero impactante» con letras que discuten «los vacilantes intereses de un amante», y la intérprete se da cuenta de que «su interés amoroso no la valora de la forma en que ella merece». Su sonido se conoce como «coros e instrumentales amortiguados como si todo se hubiera sumergido bajo el agua». La siguiente pista, «Dance Again», es una mezcla de múltiples géneros, incluyendo funk, dance, electro, y electropop. Abarca una infecciosa melodía, sintetizadores borrosos y una línea de bajo. Se ha descrito como «lite-Daft Punk» y «discreto pero profundamente infeccioso». Coescrita con Julia Michaels y Justin Tranter, «Look At Her Now», es una canción optimista de dance-pop y electropop que explora los mismos temas de un romance fallido, solo que en este tema las letras aparentemente están escritas en tercera persona y con un ambiente de mucha más energía. La cuarta canción del álbum, es el sencillo principal «Lose You to Love Me», su producción bare-bones incorpora violines tocados, bajo, piano, una orquesta y «las voz de Gomez con múltiples pistas en cascada entre sí». La siguiente pista «Ring» con infusión latina, trata sobre «los amantes no comprometidos», y se hizo comparaciones con los sencillos «Havana» de Camila Cabello, «Somebody That I Used to Know» de Gotye y «Smooth» de Santana. Producido por The Monsters and the Strangerz junto a Jon Bellion, «Vulnerable» es cálida con sonidos electropop y ritmo de sintetizador cambiante, con elementos de italo disco y casa tropical.
Las influencias de la música latina también están presentes en la canción «Let Me Get Me». La primera de las dos colaboraciones de Rare, «Crowded Room», es una canción de R&B que presenta al rapero estadounidense 6lack. Las pistas 10, 11 y 12 tienen un sonido funk. «Kinda Crazy» es una «melodía irónica» y un «sinuoso beso» impulsado por una «guitarra limpia de blues y cuernos». Rare termina con la canción «A Sweeter Place», una colaboración con el rapero Kid Cudi. La edición en vinilo de Rare presenta una canción adicional, titulada «Feel Me», que apareció anteriormente en la lista de canciones de la Gira Revival Tour 2016 de Gómez.

## Rendimiento comercial
El álbum debutó en la cima del Billboard 200 de Estados Unidos, convirtiéndose en el tercer álbum número uno de Gomez en el país. Obtuvo 112.000 unidades equivalentes a álbumes, incluyendo cerca de 53.000 ventas puras. En el mismo país, alcanzó el primer lugar en la lista Rolling Stone Top 200. En Australia, el álbum debutó en el primer lugar en la lista de álbumes de ARIA, convirtiéndose en el primer álbum número uno de Gomez en el país. Dicho material, se convirtió en su primer álbum número uno en las listas de Noruega y Escocia. En el Reino Unido, el álbum debutó en el número dos, convirtiéndose en su primer top diez en el país.

## Lista de canciones
- Lista de canciones adaptada para Apple Music.[51] El álbum consta de trece pistas en su edición estándar, dieciocho en su edición Target Deluxe, catorce en su edición Bonus Track y diecisiete en su edición Deluxe.[52]

| N.º   | Título                           | Escritor(es)                                                                       | Productor(es)                                                      | Duración |  |
| 1.    | «Rare»                           | Selena Gomez, Madison Love, Brett McLaughlin, Nolan Lambroza, Simon Rosen y Leland | Sir Nolan y Simon Says                                             | 3:40     |  |
| 2.    | «Dance Again»                    | Gomez, Caroline Ailin, Mattias Larsson, Robin Fredriksson y Justin Tranter         | Mattman & Robin                                                    | 2:50     |  |
| 3.    | «Look At Her Now»                | Gomez, Ian Kirkpatrick, Julia Michaels y Justin Tranter                            | Ian Kirkpatrick                                                    | 2:42     |  |
| 4.    | «Lose You to Love Me»            | Gomez, Michaels, Larsson, Tranter y Fredriksson                                    | Mattman & Robin y Finneas O'Connell                                | 3:26     |  |
| 5.    | «Ring»                           | Gomez, Sean Douglas, Julie Frost, Breyan Isaac, David Ciente y Lambroza            | Sir Nolan, Douglas, Johan Lenox, Simon Says y Schoudel             | 2:28     |  |
| 6.    | «Vulnerable»                     | Gomez, Stefan Johnson, Amy Allen, Jonathan Bellion y Jordan K. Johnson             | The Monsters and the Strangerz, Jon Bellion, Schoudel y Gian Stone | 3:12     |  |
| 7.    | «People You Know»                | Gomez, Jason Evigan, Alex Hope, Steph Jones, Mathieu Jomphe Lépine y lil aaron     | Evigan, Billboard, Alex Hope y Schoudel                            | 3:14     |  |
| 8.    | «Let Me Get Me»                  | Gomez, Ailin, Larsson, Fredriksson y Tranter                                       | Mattman & Robin                                                    | 3:09     |  |
| 9.    | «Crowded Room» (con 6LACK)       | Gomez, Bleta Rexha, Lambroza, Simon Wilcox, Simon Rosen y 6LACK                    | Sir Nolan y Simon Says                                             | 3:06     |  |
| 10.   | «Kinda Crazy»                    | Gomez, Albin Nedler, Kristoffer Fogelmark, Rami Yacoub, Jasmine Thompson y Tranter | Nedler, Fogelmark y Yacoub                                         | 3:32     |  |
| 11.   | «Fun»                            | Gomez, Raul Cubina, Mark Williams, Michaels y Scott Harris                         | Ojivolta                                                           | 3:09     |  |
| 12.   | «Cut You Off»                    | Gomez, David Pramik, Liza Owen y Chloe Angelides                                   | Pramik                                                             | 4:02     |  |
| 13.   | «A Sweeter Place» (con Kid Cudi) | Gomez, Cudi, Kirkpatrick, Love, Uzoechi Emenike y Mike Dean                        | Cudi, Kirkpatrick, Dean, Patrick Reynolds y Oladipo Omishore       | 4:23     |  |
| 41:53 |                                  |                                                                                    |                                                                    |          |  |

| Rare (Target Edition) |                           | |                                          |          |  |
| N.º                   | Título                    | Escritor(es) | Productor(es)                            | Duración |  |
| 14.                   | «Bad Liar»                | Gomez, Michaels, Tranter, Kirkpatrick, David Byrne, Chris Frantz y Tina Weymouth                                      | Kirkpatrick                              | 3:34     |  |
| 15.                   | «Fetish» (con Gucci Mane) | Gomez, Chloe Angelides, Brett McLaughlin, Gino Barletta, Jonas Jeberg, Joe Khajadourian, Alex Schwartz y Radric Davis | Jeberg y The Futuristics                 | 3:06     |  |
| 16.                   | «It Ain't Me» (con Kygo)  | Gomez, Ali Tamposi, Brian Lee, Andrew Wotman y Kyrre Gørvell-Dahll                                                    | Kygo, Andrew Watt, Ben Rice y Louis Bell | 3:40     |  |
| 17.                   | «Back to You»             | Gomez, Amy Allen, Parrish Warrington, Diederik Van Elsas y Micah Premnath                                             | Trackside y Kirkpatrick                  | 3:30     |  |
| 18.                   | «Wolves» (con Marshmello) | Gomez, Marshmello, Watt, Tamposi, Lee, Bell y Carl Rosen                                                              | Marshmello y Watt                        | 3:17     |  |
| 59:00                 |                           | |                                          |          |  |

| Edición Vinilo y bonus track |           | |                                 |          |  |
| N.º                          | Título    | Escritor(es)                                                                                             | Productor(es)                   | Duración |  |
| 14.                          | «Feel Me» | Gomez, Lisa Scinta, Phil Shaouy, Jonathan Mills, Kurtis McKenzie, Ammar Malik, Jacob Kasher y Ross Golan | McKenzie, Phil Phever y J Mills | 3:46     |  |
| 45:38                        |           | |                                 |          |  |

| Rare (Deluxe) |                                  |                                                                                |                                                                    |          |  |
| N.º           | Título                           | Escritor(es)                                                                   | Productor(es)                                                      | Duración |  |
| 1.            | «Boyfriend»                      | Gomez, Michaels, Tranter, Jon Wienner y Sam Homaee                             | The Roomates y Schoudel                                            | 2:41     |  |
| 2.            | «Lose You to Love Me»            | Gomez, Michaels y Tranter                                                      | Mattman & Robin y Finneas O'Connell                                | 3:26     |  |
| 3.            | «Rare»                           | Gomez, Madison Love, Brett McLaughlin, Nolan Lambroza y Simon Rosen            | Sir Nolan y Simon Says                                             | 3:40     |  |
| 4.            | «Souvenir»                       | Gomez, Kirkpatrick, Love y Douglas                                             | Kirkpatrick y Rice                                                 | 2:41     |  |
| 5.            | «Look At Her Now»                | Gomez, Ian Kirkpatrick, Julia Michaels y Justin Tranter                        | Ian Kirkpatrick                                                    | 2:42     |  |
| 6.            | «She»                            | Gomez, Tranter, Wienner, Homaee y Emenike                                      | The Roomates                                                       | 2:52     |  |
| 7.            | «Crowded Room» (con 6lack)       | Gomez, Bleta Rexha, Lambroza y Simon Wilcox                                    | Sir Nolan, Simon Says y Ben Rice                                   | 3:06     |  |
| 8.            | «Vulnerable»                     | Gomez, Stefan Johnson, Amy Allen, Jonathan Bellion y Jordan K. Johnson         | The Monsters and the Strangerz, Jon Bellion, Schoudel y Gian Stone | 3:12     |  |
| 9.            | «Dance Again»                    | Gomez, Caroline Ailin, Mattias Larsson, Robin Fredriksson y Justin Tranter     | Mattman & Robin y Bart Schoudel                                    | 2:50     |  |
| 10.           | «Ring»                           | Gomez, Sean Douglas, Julie Frost, Breyan Isaac, David Ciente y Lambroza        | Sir Nolan, Douglas, Johan Lenox, Simon Says y Schoudel             | 2:28     |  |
| 11.           | «A Sweeter Place» (con Kid Cudi) | Gomez, Cudi, Kirkpatrick, Love y Uzoechi Emenike                               | Cudi, Kirkpatrick, Mike Dean, Plain Pat y Dot da Genius            | 4:23     |  |
| 12.           | «People You Know»                | Gomez, Jason Evigan, Alex Hope, Steph Jones, Mathieu Jomphe Lépine y lil aaron | Evigan, Billboard, Alex Hope y Schoudel                            | 3:14     |  |
| 13.           | «Cut You Off»                    | Gomez, David Pramik, Liza Owen y Chloe Angelides                               | Pramik y Rice                                                      | 4:02     |  |
| 14.           | «Let Me Get Me»                  | Gomez, Ailin, Larsson, Fredriksson y Tranter                                   | Mattman & Robin y Schoudel                                         | 3:09     |  |
| 15.           | «Kinda Crazy»                    | Gomez, Albin Nedler, Kristoffer Fogelmark, Rami Yacoub y Jasmine Thompson      | Yacoub, BONN, Nedler, Rice y Schoudel                              | 3:32     |  |
| 16.           | «Fun»                            | Gomez, Raul Cubina, Mark Williams, Michaels y Scott Harris                     | Ojivolta y Schoudel                                                | 3:09     |  |
| 17.           | «Feel Me»                        | Gomez, Scinta, Shaouy, Mills, McKenzie, Malik, Kasher y Golan                  | Phever, McKenzie y J Mills                                         | 3:46     |  |
| 53:55         |                                  |                                                                                |                                                                    |          |  |

## Personal
Créditos adaptados de las notas de Rare.
Lugares de grabación
- Edgewater, Nueva Jersey - Sterling Sound
- Encino, California - Home Away From Home Studios, Hydde Studios
- Jonstorp, Suecia - The Calm Studio
- Los Ángeles: Chalice Recording Studios, MXM Studios, Westlake Recording Studios, EastWest Studios, The Gift Shop
- Las Vegas - Las Palmas
- Newport, California - Estudios de grabación de Costa Mesa
- North Hollywood, California - Larrabee Studios, Mirrorball Studios
- Pasadena, California - Becker Mastering
- Santa Mónica, California - Interscope Studios, No Excuses Studios
- Estocolmo - House Mouse Studios
- Tarzana, California - Chumba Meadows
- Virginia Beach, Virginia - Estudios MixStar

Voz
- Selena Gomez - voz principal (todas las pistas), coros (1)
- 6lack - voces destacadas (9)
- Kid Cudi - voces destacadas, coros (13)
- Caroline Ailin - coros (2, 8)
- Amy Allen - coros (6)
- Chloe Angelides - coros (12)
- Jon Bellion - coros (6)
- Jason Evigan - coros (7)
- Steph Jones - coros (7)
- Ian Kirkpatrick - coros (13)
- Madison Love - coros (13)
- Mattman & Robin - coros, coro (4)
- MNEK - coros (13)
- Julia Michaels - coros (3, 4,11), coro (4)
- Liza Owen - coros (12)
- Henry Oyekanmi - coros (5)
- David Pramik - coros (12)
- Avena Savage - coros (12)
- Jasmine Thompson - coros (10)
- Justin Tranter - coros, coro (4)
- Mark Williams - coros (11)

Instrumentación
- Jon Bellion - instrumentación (6)
- Cartelera - instrumentación (7)
- Carl Bodell - trompeta (10)
- David Bukovinszky - violonchelo (4)
- Mattais Bylund - sintetizador de cadenas, disposición de cadenas, edición de cadenas, grabación de cadenas (4)
- Kid Cudi - instrumentación (13)
- Mike Dean - instrumentación (13)
- Jason Evigan - instrumentación (7)
- Jake Faun - instrumentación (1), guitarra (5)
- Finneas - percusión, sintetizadores, cuerdas, bajo (4)
- Kristoffer Fogelmark - teclados, batería, instrumentación, guitarra, bajo (10)
- Alex Hope - instrumentación (7)
- Mattais Johansson - violín (4)
- Ian Kirkpatrick - instrumentación (3, 13)
- Johan Lenox - composición de cuerdas, arreglo de cuerdas (5)
- Mattman & Robin: batería (2, 8), guitarra (2), percusión, bajo (2, 4, 8), piano, sintetizadores (2, 4), 808, órgano, cuerdas (4), teclados, aplausos, arpa (8)
- Albin Nedler - teclados, batería, instrumentación, guitarra (10)
- Sir Nolan - instrumentación (1, 9), percusión (5)
- Oladipo Omishore - instrumentación (13)
- Henry Oyekanmi - percusión (5)
- David Pramik - instrumentación, Fender Stratocaster, Gibson Les Paul (12)
- Patrick Reynolds - instrumentación (13)
- Simon Says - instrumentación (1)
- The Monsters and the Strangerz - instrumentación (6)
- Mark Williams - instrumentación (11)
- Rami Yacoub - teclados, batería, instrumentación (10)

Producción
- Selena Gomez - producción ejecutiva
- Jon Bellion - producción (6)
- Kid Cudi - producción (13)
- Sean Douglas - producción (5)
- Jason Evigan - producción (7)
- Kristoffer Fogelmark - producción (10)
- Ian Kirkpatrick - producción, producción vocal (3), coproducción (13)
- Mattman & Robin - producción, producción vocal (2, 4, 8)
- Albin Nedler - producción (10)
- Sir Nolan - producción, producción vocal (1, 5, 9)
- Ojivolta - producción (11)
- David Pramik - producción (12)
- Simon Says - producción, producción vocal (1), producción adicional (5)
- The Monsters and the Strangerz - producción (6)
- Rami Yacoub - producción (10)
- Finneas - producción adicional (4)
- Johan Lenox - producción adicional (5)
- Billboard - coproducción (7)
- Mike Dean - coproducción (13)
- Alex Hope - coproducción (7)
- Oladipo Omishore - coproducción (13)
- Patrick Reynolds - coproducción (13)
- Benjamin Rice - producción vocal (9-10,12)
- Bart Schoudel - producción vocal (2-4, 6-8,10-11)
- Gian Stone - producción vocal adicional (6)

Técnico
- Cory Bice - ingeniería (2, 8)
- Raul Cubina - ingeniería, programación (11)
- Ryan Dulude - ingeniería (8), asistente de ingeniería (4)
- Rafael "Come2Brazil" Fadul - ingeniería (7)
- John Hanes - ingeniería (2, 6, 8), ingeniería mixta (4)
- Sam Holland - ingeniería (8)
- Stefan Johnson - ingeniería (6)
- Ian Kirkpatrick - ingeniería (3,13)
- Jeremy Lertola - ingeniería (2, 8)
- Mattman & Robin - ingeniería (4), programación (2, 4, 8)
- Sir Nolan - ingeniería (1, 5, 9), programación (5)
- David Pramik - ingeniería (12)
- Benjamin Rice - ingeniería (1, 9-10,12)
- Simon dice - ingeniería (1)
- Bart Schoudel - ingeniería (1-8,10-11,13)
- William J. Sullivan - ingeniería (13)
- Mark Williams - ingeniería, programación (11)
- Bo Bodnar - asistente de ingeniería (13)
- Andrew Boyd - asistente de ingeniería (3, 6, 8,10-11,13)
- Kevin Brunhober - asistente de ingeniería (2, 5, 7-8,11,13)
- Lionel Crasta - asistente de ingeniería (7)
- Gavin Finn - asistente de ingeniería (4)
- Chris Kahn - asistente de ingeniería (13)
- Sedrick Moore II - asistente de ingeniería (3,12)
- Mick Raskin - asistente de ingeniería (2, 7,10)
- Jeremy Tomlinson - asistente de ingeniería (5)
- Finneas - programación (4)
- Kristoffer Fogelmark - programación (10)
- Albin Nedler - programación (10)
- Rami Yacoub - programación (10)
- Ben Dotson - postproducción de edición de voz y sonido (11)
- Jon Castelli - mezcla (11)
- Serban Ghenea - mezcla (2, 4, 6, 8)
- Manny Marroquin - mezcla (3, 9)
- Tony Maserati - mezcla (1,5,7,10,12-13)
- Miles Comaskey - ingeniería de mezcla (1), asistente de ingeniería de mezcla (10,12)
- Josh Deguzman - ingeniería mixta (11)
- Chris Galland - ingeniería mixta (3)
- Scott Desmarais - asistente de ingeniería de mezcla (3)
- Robin Florent - asistente de ingeniería de mezcla (3)
- Jeremie Inhaber - asistente de ingeniería de mezcla (3)
- Najeeb Jones - asistente de ingeniería de mezcla (5,7)
- David Kim - asistente de ingeniería de mezcla (9,13)
- Dale Becker - masterización (11)
- Chris Gehringer - masterización (1-10,12-13)
- Will Quinnell - masterización (2-10,12-13)

Diseño
- Petra Collins - fotografía
- Max Angles - diseño
- Dina Hovsepian - dirección de arte

## Posicionamiento en listas
| Listas (2020)                          | Mejor posición |
| -------------------------------------- | -------------- |
| Alemania (Offizielle Top 100)          | 3              |
| Argentina (CAPIF)                      | 1              |
| Australia (ARIA)                       | 1              |
| Austria (Ö3 Austria Top 40)            | 3              |
| Bélgica (Ultratop) Flanders            | 1              |
| Bélgica (Ultratop) Wallonia            | 3              |
| Canadá (Billboard)                     | 1              |
| Dinamarca (Hitlisten)                  | 5              |
| Escocia (OCC)                          | 1              |
| Eslovaquia (ČNS IFPI)                  | 2              |
| España (PROMUSICAE)                    | 3              |
| Estados Unidos (Billboard 200)         | 1              |
| Estados Unidos (Rolling Stone Top 200) | 1              |
| Estonia (Eesti Ekspress)               | 1              |
| Finlandia (Suomen virallinen lista)    | 5              |
| Francia (SNEP)                         | 6              |
| Grecia (IFPI)                          | 3              |
| Hungría (MAHASZ)                       | 28             |
| Irlanda (OCC)                          | 4              |
| Italia (FIMI)                          | 6              |
| Japón (Billboard Japan)                | 30             |
| Lituania (AGATA)                       | 1              |
| México (AMPROFON)                      | 1              |
| Noruega (VG-lista)                     | 1              |
| Nueva Zelanda (RMNZ)                   | 2              |
| Países Bajos (Album Top 100)           | 2              |
| Polonia (ZPAV)                         | 3              |
| Portugal (AFP)                         | 1              |
| Reino Unido (UK Singles Chart)         | 2              |
| República Checa (ČNS IFPI)             | 2              |
| Suecia (Sverigetopplistan)             | 7              |
| Suiza (Schweizer Hitparade)            | 3              |

## Certificaciones
| País (organismo certificador) | Certificación | Unidades certificadas |
| ----------------------------- | ------------- | --------------------- |
| Reino Unido (BPI)             | Plata         | 60 000                |

## Historial de lanzamiento
| País           | Fecha                 | Versión          | Formato                         | Discográfica | Ref             |
| -------------- | --------------------- | ---------------- | ------------------------------- | ------------ | --------------- |
| Varios         | 10 de enero de 2020   | Estándar         | CD, Descarga digital, streaming | Interscope   | [ 108 ] [ 109 ] |
| Japón          | 10 de enero de 2020   | Target/Japanese  | CD                              | Universal    | [ 110 ]         |
| Estados Unidos | 10 de enero de 2020   | Target/Japanese  | CD                              | Interscope   | [ 111 ]         |
| Varios         | 21 de febrero de 2020 | Bonus track      | Vinilo                          | Interscope   | [ 112 ]         |
| Varios         | 28 de febrero de 2020 | Bonus track      | Descarga digital y streaming    | Interscope   | [ 113 ]         |
| Varios         | 9 de abril de 2020    | Edición Deluxe   | Descarga digital y streaming    | Interscope   | [ 114 ]         |
| Japón          | 22 de julio de 2020   | Edición especial | CD y DVD                        | Universal    | [ 115 ]         |